# Избори за одборнике Скупштине Београда 1914.
Дана 19. јануара 1914. одржани су општински избори у Краљевини Србији, и у склопу њих и избори за одборнике у Скупштини као и нову управу Београда.

## О изборима
Према Закону о општинама из 1902. године, Општински одбор има 30 одборника, као и 15 заменика. Бирају се на трајање мандата од 2 године. Такође, и изабрани председник општине бира се на мандат од две године. Међутим, за председника обавеза је да има завршен факултет или неку стручну школу, или да је барем 10 година био запослен у судској или полицијској пракси као чиновник. Изабрани председник општине мора бити потврђен краљевим указом, али законом није предвиђено шта би се десило уколико краљ то не би учинио.
Гласање је било јавно све до измене Закона 3. децембра 1905. године кад је уведено тајно гласање.

## Ток избора
Још на почетку изборног дана видело се да ће учешће бирача на овим изборима бити веома млитаво и да народ није заинтересован за излазак. На крају изборног дана, кад су избројане све бирачке куглице, видело се да је гласало свега 6.350 бирача, што је изузетно ниска излазност.

## Резултати
Од тих 6.350 бирача, њих 3.574 гласало је за удружену листу радикала и самосталаца. За листу напредњака гласало је 1077 бирача, док је за листу социјалдемократа глас дало њих 1.020. Предзадња је била листа народњака, која је добила 369 гласова, док је последње место заузела листа народних социјалиста са свега 137 гласова.
Резултати избора показали су да је председништво града, као и место председника београдске општине и већину од 30 одборника у градској скупштини добила удружена листа радикала и самосталаца. За новог председника београдске општине изабран је државни саветник Ђорђе Несторовић, иначе члан Самосталне радикалне странке, док је место потпредседника остало у рукама досадашњег потпредседника Михаила Марјановића из Народне радикалне странке.
Самосталци су добили 16 одборничких места, док су радикали добили 14 њих. Напредњаци и социјалисти добили су по 6 одборника, док су народњаци добили 2, а народни социјалисти само једног.
| Поредак | Изборна листа                     | Број гласова | %       | Број мандата |
| ------- | --------------------------------- | ------------ | ------- | ------------ |
| 1.      | Самостална радикална странка      | 3.574        | 57,86 % | 16           |
| 1.      | Народна радикална странка         | 3.574        | 57,86 % | 14           |
| 2.      | Српска напредна странка           | 1.077        | 16,96 % | 6            |
| 3.      | Српска социјалдемократска партија | 1.020        | 16,06 % | 6            |
| 4.      | Народна странка                   | 369          | 5,81 %  | 2            |
| 5.      | Народни социјалисти               | 137          | 2,16 %  | 1            |

## Након избора
Дана 22. јануара 1914. навече у 18 часова дошло је до седнице старе београдске општинске управе на којој је донесена одлука о разрешењу одужности управе. Нова општинска управа примиће дужност тек након што истекне законом предвиђено време за жалбе на изборе.
У част старом разрешеном председнику општине Љуби Давидовићу организован је опроштајни банкет у Гранд Хотелу у недељу, 25. јануара. Организовали су га одборници свих партијских група старе општинске управе. Банкету су присуствовали сви бивши одборници, као и читав суд.

## Жалбе и нова управа
На ове изборе у Београду жалбу су упутили социјалистички дисиденти, то јест народни социјалисти. Међутим, 29. јануара, Државни Савет опуномоћио је резултате избора за Београдску Општину, што би значили да је та једна жалба одбачена.
Ново председништво и општински одборници примили су дужност 1. фебруара на седници заказаној за 18 часова. Седницу је отворио потпредседник општине Марјановић, након чега је позвао нове одборнике, а затим и новог председника општине и нове кметове да положе заклетву. Затим је нови председник општине Ђорђе Несторовић поздравио присутне говором:
Ступајући на положај председника општине, ја потпуно разумем дужности које ме очекују. Одајем захвалност нашим претходницима за њихов труд. Са поверењем које ми је поклоњено, поверене су ми и велике дужности. Приступимо заједнички свим пословима. Београд треба да препородимо и у санитарном и саобраћајном погледу. Треба обратити пажњу на трговински саобраћај Београда, нарочито сада кад у увећаној Србији имамо Скопље. Не могу унапред тврдити да се све то може савладати за три године, али обећавам да ћу уложити сву добру вољу и силе. Надам ће да ће државни фактори изаћи у сусрет да се добије специјални закон за београдску општину, чиме ће она постати аутономна установа. Ту моју наду већ су још сад покрепили неки од надлежних фактора својим обећањима.
Након овог кратког говора новог председника општине, седница је закључена.